# Regione Autonoma della Bosnia Occidentale
La regione autonoma della Bosnia Occidentale (serbo-croato: Autonomna Pokrajina Zapadna Bosna) è stata un'unità territoriale amministrativa esistita tra il 1993 e il 1995 sul territorio della Repubblica di Bosnia ed Erzegovina durante la guerra in Bosnia (1992-1995). Pochi mesi prima della sua fine fu ribattezzata Repubblica della Bosnia occidentale (serbo-croato: Republika Zapadna Bosna).
La capitale della Bosnia occidentale fu Velika Kladuša (oggi nel Cantone dell'Una-Sana).

## Storia
L'indipendenza fu proclamata nel 1993 dai musulmani locali contrari alla politica del governo bosgnacco a Sarajevo. Presidente della Bosnia occidentale è stato Fikret Abdić.
La Bosnia Occidentale ha collaborato con la Repubblica Serba di Bosnia ed Erzegovina, la Repubblica Serba di Krajina, Serbia e Croazia durante la disgregazione della Jugoslavia, contro l'Armata della Repubblica di Bosnia ed Erzegovina (ARBiH).
Il territorio della Bosnia occidentale fu sotto assedio da parte dell'ARBiH dal 1994. Un anno dopo, la Repubblica della Bosnia occidentale cessò formalmente di esistere e i suoi soldati furono sconfitti dall'esercito bosgnacco-croato. Fikret Abdić in Croazia è stato condannato a 15 anni di carcere per crimini di guerra.